# Бібліотека Америки
Бібліотека Америки (англ. Library of America) — книжкова серія, яка з 1982 випускається у Сполучених Штатах Америки однойменним видавництвом.
У межах серії видаються найвизначніші твори американської літератури.

## Видання серії
| №   | Автор                          | Заголовок | Рік  | ISBN              |
| --- | ------------------------------ | --- | ---- | ----------------- |
| 1   | Герман Мелвілл                 | Тайпі, Ому, Марді (англ. Typee, Omoo, Mardi) | 1982 | 978-0-940450-00-4 |
| 2   | Натанієль Готорн               | Повісті та етюди (англ. Tales and Sketches) | 1982 | 978-0-940450-03-5 |
| 3   | Волт Вітмен                    | Поезія та проза (англ. Poetry and Prose) | 1982 | 978-0-940450-02-8 |
| 4   | Гаррієт Бічер-Стоу             | Три романи (англ. Three Novels) | 1982 | 978-0-940450-01-1 |
| 5   | Марк Твен                      | Твори про Міссісіпі (англ. Mississippi Writings) | 1982 | 978-0-940450-07-3 |
| 6   | Джек Лондон                    | Романи та оповідання (англ. Novels and Stories) | 1982 | 978-0-940450-05-9 |
| 7   | Джек Лондон                    | Романи та соціальні твори (англ. Novels and Social Writings) | 1982 | 978-0-940450-06-6 |
| 8   | Вільям Дін Говеллс             | Романи 1875—1886 років (англ. Novels 1875—1886) | 1982 | 978-0-940450-04-2 |
| 9   | Герман Мелвілл                 | Редберн, Білий бушлат, Мобі Дік (англ. Redburn, White-Jacket, Moby-Dick) | 1983 | 978-0-940450-09-7 |
| 10  | Натанієль Готорн               | Зібрання романів (англ. Collected Novels) | 1983 | 978-0-940450-08-0 |
| 11  | Френсіс Паркман                | Франція та Англія у Північній Америці: Том 1 (англ. France and England in North America: Volume 1) | 1983 | 978-0-940450-10-3 |
| 12  | Френсіс Паркман                | Франція та Англія у Північній Америці: Том 2 (англ. France and England in North America: Volume 2) | 1983 | 978-0-940450-11-0 |
| 13  | Генрі Джеймс                   | Романи 1871—1880 років (англ. Novels 1871—1880) | 1983 | 978-0-940450-13-4 |
| 14  | Генрі Адамс                    | Романи, Мон-Сен-Мішель, Освіта (англ. Novels, Mont Saint Michel, The Education) | 1983 | 978-0-940450-12-7 |
| 15  | Ральф Волдо Емерсон            | Есе та лекції (англ. Essays and Lectures) | 1983 | 978-0-940450-15-8 |
| 16  | Вашингтон Ірвінг               | Історичні твори, оповідання та етюди (англ. History, Tales and Sketches) | 1983 | 978-0-940450-14-1 |
| 17  | Томас Джефферсон               | Твори (англ. Writings) | 1984 | 978-0-940450-16-5 |
| 18  | Стівен Крейн                   | Проза та поезія (англ. Prose and Poetry) | 1984 | 978-0-940450-17-2 |
| 19  | Едгар Аллан По                 | Поезія та оповідання (англ. Poetry and Tales) | 1984 | 978-0-940450-18-9 |
| 20  | Едгар Аллан По                 | Есе та огляди (англ. Essays and Reviews) | 1984 | 978-0-940450-19-6 |
| 21  | Марк Твен                      | Простаки за кордоном, Без нічого (англ. The Innocents Abroad, Roughing It) | 1984 | 978-0-940450-25-7 |
| 22  | Генрі Джеймс                   | Літературна критика: Есе про літературу, американські письменники, англійські письменники (англ. Literary Criticism: Essays on Literature, American Writers, English Writers)                                                                                         | 1984 | 978-0-940450-22-6 |
| 23  | Генрі Джеймс                   | Літературна критика: Французькі письменники, інші європейські письменники, передмови до нью-йоркського видання (англ. Literary Criticism: French Writers, Other European Writers, Prefaces to the New York Edition)                                                   | 1984 | 978-0-940450-23-3 |
| 24  | Герман Мелвілл                 | П'єр, Ізраель Поттер, Оповідання на веранді, Спокусник, Біллі Бадд та проза, що не входила до збірок (англ. Pierre, Israel Potter, The Piazza Tales, The Confidence-Man, Billy Budd, Uncollected Prose)                                                               | 1985 | 978-0-940450-24-0 |
| 25  | Вільям Фолкнер                 | Романи 1930—1935 років (англ. Novels 1930—1935) | 1985 | 978-0-940450-26-4 |
| 26  | Джеймс Фенімор Купер           | Пенталогія про Шкіряну Панчоху: Том 1 (англ. The Leatherstocking Tales: Volume 1) | 1985 | 978-0-940450-20-2 |
| 27  | Джеймс Фенімор Купер           | Пенталогія про Шкіряну Панчоху: Том 2 (англ. The Leatherstocking Tales: Volume 2) | 1985 | 978-0-940450-21-9 |
| 28  | Генрі Девід Торо               | Тиждень, Волден, Ліси Мену, Кейп–Код (англ. A Week, Walden, The Maine Woods, Cape Cod) | 1985 | 978–0–940450–27–1 |
| 29  | Генрі Джеймс                   | Романи 1881—1886 років (англ. Novels 1881—1886) | 1985 | 978–0–940450–30–1 |
| 30  | Едіт Вортон                    | Романи (англ. Novels) | 1986 | 978-0-940450-31-8 |
| 31  | Генрі Адамс                    | Історія Сполучених Штатів під час адміністрації Томаса Джефферсона (1801—1809) (англ. History of the United States during the Administrations of Thomas Jefferson (1801—1809))                                                                                        | 1986 | 978-0-940450-34-9 |
| 32  | Генрі Адамс                    | Історія Сполучених Штатів під час адміністрації Джеймса Медісона (1809—1817) (англ. History of the United States during the Administrations of James Madison (1809—1817))                                                                                             | 1986 | 978-0-940450-35-6 |
| 33  | Френк Норріс                   | Романи та есе (англ. Novels and Essays) | 1986 | 978-0-940450-40-0 |
| 34  | Вільям Едуард Беркхардт Дюбойс | Твори (англ. Writings) | 1986 | 978-0-940450-33-2 |
| 35  | Вілла Катер                    | Ранні романи та оповідання (англ. Early Novels and Stories) | 1987 | 978-0-940450-39-4 |
| 36  | Теодор Драйзер                 | Сестра Керрі, Дженні Герхардт, 12 чоловіків (англ. Sister Carrie, Jennie Gerhardt, Twelve Men) | 1987 | 978-0-940450-41-7 |
| 37A | Бенджамін Франклін             | Сайленс Дугуд, Зайняте тіло та ранні твори (англ. Silence Dogood, The Busy-Body, and Early Writings) | 1987 | 978-1-931082-22-8 |
| 37B | Бенджамін Франклін             | Автобіографія Бенджаміна Франкліна, Альманах Бідного Річарда та пізні твори (англ. Autobiography, Poor Richard, and Later Writings) | 1987 | 978-1-883011-53-6 |
| 38  | Вільям Джеймс                  | Твори 1902—1910 років (англ. Writings 1902—1910) | 1987 | 978-0-940450-38-7 |
| 39  | Фланнері О'Коннор              | Зібрання творів (англ. Collected Works) | 1988 | 978-0-940450-37-0 |
| 40  | Юджин Гладстоун О'Нілл         | Повне зібрання п'єс 1913—1920 років (англ. Complete Plays 1913—1920) | 1988 | 978-0-940450-48-6 |
| 41  | Юджин Гладстоун О'Нілл         | Повне зібрання п'єс 1920—1931 років (англ. Complete Plays 1920—1931) | 1988 | 978-0-940450-49-3 |
| 42  | Юджин Гладстоун О'Нілл         | Повне зібрання п'єс 1932—1943 років (англ. Complete Plays 1932—1943) | 1988 | 978-0-940450-50-9 |
| 43  | Генрі Джеймс                   | Романи 1886—1890 років (англ. Novels 1886—1890) | 1989 | 978-0-940450-56-1 |
| 44  | Вільям Дін Говеллс             | Романи 1886—1888 років (англ. Novels 1886—1888) | 1989 | 978-0-940450-51-6 |
| 45  | Авраам Лінкольн                | Промови та твори 1832—1858 років (англ. Speeches and Writings 1832—1858) | 1989 | 978-0-940450-43-1 |
| 46  | Авраам Лінкольн                | Промови та твори 1859—1865 років (англ. Speeches and Writings 1859—1865) | 1989 | 978-0-940450-63-9 |
| 47  | Едіт Вортон                    | Повісті та інші твори (англ. Novellas and Other Writings) | 1990 | 978-0-940450-53-0 |
| 48  | Вільям Фолкнер                 | Романи 1936—1940 років (англ. Novels 1936—1940) | 1990 | 978-0-940450-55-4 |
| 49  | Вілла Катер                    | Пізні романи (англ. Later Novels) | 1990 | 978-0-940450-52-3 |
| 50  | Улісс Грант                    | Мемуари та вибрані листи (англ. Memoirs and Selected Letters) | 1990 | 978-0-940450-58-5 |
| 51  | Вільям Шерман                  | Мемуари генерала Шермана (англ. Memoirs of General W. T. Sherman) | 1990 | 978-0-940450-65-3 |
| 52  | Вашингтон Ірвінг               | Брейсбрідж-холл, Оповідання мандрівника, Альгамбра (англ. Bracebridge Hall, Tales of a Traveller, The Alhambra) | 1991 | 978-0-940450-59-2 |
| 53  | Френсіс Паркман                | Стежка Орегону, Змова Понтіака (англ. The Oregon Trail, The Conspiracy of Pontiac) | 1991 | 978-0-940450-54-7 |
| 54  | Джеймс Фенімор Купер           | Морські оповідання (англ. Sea Tales) | 1991 | 978-0-940450-70-7 |
| 55  | Річард Натаніель Райт          | Ранні твори (англ. Early Works) | 1991 | 978-0-94045066-0  |
| 56  | Річард Натаніель Райт          | Пізні твори (англ. Later Works) | 1991 | 978-0-940450-67-7 |
| 57  | Вілла Катер                    | Оповідання, вірші та інші твори (англ. Stories, Poems, and Other Writings) | 1991 | 978-0-940450-71-4 |
| 58  | Вільям Джеймс                  | Твори 1978—1899 років (англ. Writings 1878—1899) | 1992 | 978-0-940450-72-1 |
| 59  | Сінклер Льюїс                  | Головна вулиця, Беббіт (англ. Main Street, Babbitt) | 1992 | 978-0-940450-61-5 |
| 60  | Марк Твен                      | Зібрання казок, етюдів, промов та есе (1852—1890) (англ. Collected Tales, Sketches, Speeches and Essays 1852—1890) | 1992 | 978-0-940450-36-3 |
| 61  | Марк Твен                      | Зібрання казок, етюдів, промов та есе (1891—1910) (англ. Collected Tales, Sketches, Speeches and Essays 1891—1910) | 1992 | 978-0-940450-73-8 |
| 62  | збірка                         | Дебати щодо Конституції: Частина 1 (вересень 1787 — лютий 1788) (англ. The Debate on the Constitution: Part One: September 1787 to February 1788) | 1993 | 978-0-940450-42-4 |
| 63  | збірка                         | Дебати щодо Конституції: Частина 2 (січень — серпень 1788) (англ. The Debate on the Constitution: Part Two: January to August 1788) | 1993 | 978-0-940450-64-6 |
| 64  | Генрі Джеймс                   | Зібрання подорожніх творів: Велика Британія та Америка (англ. Collected Travel Writings: Great Britain and America) | 1993 | 978-0-940450-76-9 |
| 65  | Генрі Джеймс                   | Зібрання подорожніх творів: Континентальна Європа (англ. Collected Travel Writings: The Continent) | 1993 | 978-0-940450-77-6 |
| 66  | збірка                         | Американська поезія: XIX століття (частина 1): Від Френо до Вітмена (англ. American Poetry: The Nineteenth Century, Volume 1: Freneau to Whitman) | 1993 | 978-0-940450-60-8 |
| 67  | збірка                         | Американська поезія: XIX століття (частина 2): Від Мелвілла до Стікні, поезія американських індіанців, народні пісні та спіричуели (англ. American Poetry: The Nineteenth Century, Volume 2: Melville to Stickney, American Indian Poetry, Folk Songs and Spirituals) | 1993 | 978-0-940450-78-3 |
| 68  | Фредерік Дуглас                | Автобіографії (англ. Autobiographies) | 1994 | 978-0-940450-79-0 |
| 69  | Сара Орн Джеветт               | Романи та оповідання (англ. Novels and Stories) | 1994 | 978-0-940450-74-5 |
| 70  | Ральф Волдо Емерсон            | Зібрання віршів та перекладів (англ. Collected Poems and Translations) | 1994 | 978-0-940450-28-8 |
| 71  | Марк Твен                      | Історичні романтичні твори (англ. Historical Romances) | 1994 | 978-0-940450-82-0 |
| 72  | Джон Стейнбек                  | Романи та оповідання 1932—1937 років (англ. Novels and Stories 1932—1937) | 1994 | 978-1-883011-01-7 |
| 73  | Вільям Фолкнер                 | Романи 1942—1954 років (англ. Novels 1942—1954) | 1994 | 978-0-940450-85-1 |
| 74  | Зора Ніл Герстон               | Романи та оповідання (англ. Novels and Stories) | 1995 | 978-0-940450-83-7 |
| 75  | Зора Ніл Герстон               | Фольклористика, мемуари та інші твори (англ. Folklore, Memoirs, and Other Writings) | 1995 | 978-0-940450-84-4 |
| 76  | Томас Пейн                     | Зібрання творів (англ. Collected Writings) | 1995 | 978-1-883011-03-1 |
| 77  | збірка                         | Репортажі про Другу світову війну: Американська журналістика 1938—1944 років (англ. Reporting World War II: American Journalism 1938—1944) | 1995 | 978-1-883011-04-8 |
| 78  | збірка                         | Репортажі про Другу світову війну: Американська журналістика 1944—1946 років (англ. Reporting World War II: American Journalism 1944—1946) | 1995 | 978-1-883011-05-5 |
| 79  | Реймонд Чандлер                | Оповідання та ранні романи (англ. Stories and Early Novels) | 1995 | 978-1-883011-07-9 |
| 80  | Реймонд Чандлер                | Пізні романи та інші твори (англ. Later Novels and Other Writings) | 1995 | 978-1-883011-08-6 |
| 81  | Роберт Фрост                   | Зібрання віршів, прози та п'єс (англ. Collected Poems, Prose, and Plays) | 1995 | 978-1-883011-06-2 |
| 82  | Генрі Джеймс                   | Повне зібрання оповідань 1892—1898 років (англ. Complete Stories 1892—1898) | 1996 | 978-1-883011-09-3 |
| 83  | Генрі Джеймс                   | Повне зібрання оповідань 1898—1910 років (англ. Complete Stories 1898—1910) | 1996 | 978-1-883011-10-9 |
| 84  | Вільям Бартрам                 | Подорожі та інші твори (англ. Travels and Other Writings) | 1996 | 978-1-883011-11-6 |
| 85  | Джон Дос Пассос                | США (англ. U.S.A.) | 1996 | 978-1-883011-14-7 |
| 86  | Джон Стейнбек                  | Грона гніву та інші твори 1936—1941 років (англ. Grapes of Wrath and Other Writings 1936—1941) | 1996 | 978-1-883011-15-4 |
| 87  | Володимир Набоков              | Романи та мемуари 1941—1953 років (англ. Novels and Memoirs 1941—1953) | 1996 | 978-1-883011-18-5 |
| 88  | Володимир Набоков              | Романи 1955—1962 років (англ. Novels 1955—1962) | 1996 | 978-1-883011-19-2 |
| 89  | Володимир Набоков              | Романи 1969—1974 років (англ. Novels 1969—1974) | 1996 | 978-1-883011-20-8 |
| 90  | Джеймс Тербер                  | Твори та малюнки (англ. Writings and Drawings) | 1996 | 978-1-883011-22-2 |
| 91  | Джордж Вашингтон               | Твори (англ. Writings) | 1997 | 978-1-883011-23-9 |
| 92  | Джон М'юр                      | Твори про природу (англ. Nature Writings) | 1997 | 978-1-883011-24-6 |
| 93  | Натанаел Вест                  | Романи та інші твори (англ. Novels and Other Writings) | 1997 | 978-1-883011-28-4 |
| 94  | збірка                         | Кримінальні романи: Американський нуар 1930-х та 1940-х років (англ. Crime Novels: American Noir of the 1930s and 40s) | 1997 | 978-1-883011-46-8 |
| 95  | збірка                         | Кримінальні романи: Американський нуар 1950-х років (англ. Crime Novels: American Noir of the 1950s) | 1997 | 978-1-883011-49-9 |
| 96  | Воллес Стівенс                 | Зібрання поетичних творів та прози (англ. Collected Poetry and Prose) | 1997 | 978-1-883011-45-1 |
| 97  | Джеймс Болдвін                 | Ранні романи та оповідання (англ. Early Novels and Stories) | 1998 | 978-1-883011-51-2 |
| 98  | Джеймс Болдвін                 | Зібрання есе (англ. Collected Essays) | 1998 | 978-1-883011-52-9 |
| 99  | Ґертруда Стайн                 | Твори 1903—1932 років (англ. Writings 1903—1932) | 1998 | 978-1-883011-40-6 |
| 100 | Ґертруда Стайн                 | Твори 1932—1946 років (англ. Writings 1932—1946) | 1998 | 978-1-883011-41-3 |
| 101 | Юдора Велті                    | Повне зібрання романів (англ. Complete Novels) | 1998 | 978-1-883011-54-3 |
| 102 | Юдора Велті                    | Оповідання, есе та мемуаристика (англ. Stories, Essays, and Memoir) | 1998 | 978-1-883011-55-0 |
| 103 | Чарльз Брокден Браун           | Три готичних романи (англ. Three Gothic Novels) | 1998 | 978-1-883011-57-4 |
| 104 | збірка                         | Репортажі про війну у В'єтнамі: Американська журналістика 1959—1969 років (англ. Reporting Vietnam: American Journalism 1959—1969) | 1998 | 978-1-883011-58-1 |
| 105 | збірка                         | Репортажі про війну у В'єтнамі: Американська журналістика 1969—1975 років (англ. Reporting Vietnam: American Journalism 1969—1975) | 1998 | 978-1-883011-59-8 |
| 106 | Генрі Джеймс                   | Повне зібрання оповідань 1874—1884 років (англ. Complete Stories 1874—1884) | 1999 | 978-1-883011-63-5 |
| 107 | Генрі Джеймс                   | Повне зібрання оповідань 1884—1891 років (англ. Complete Stories 1884—1891) | 1999 | 978-1-883011-64-2 |
| 108 | збірка                         | Американські проповідники: Попередники Мартіна Лютера Кінга (англ. American Sermons: The Pilgrims to Martin Luther King Jr.) | 1999 | 978-1-883011-65-9 |
| 109 | Джеймс Медісон                 | Твори (англ. Writings) | 1999 | 978-1-883011-66-6 |
| 110 | Дешилл Гемметт                 | Повне зібрання романів (англ. Complete Novels) | 1999 | 978-1-883011-67-3 |
| 111 | Генрі Джеймс                   | Повне зібрання оповідань 1864—1874 років (англ. Complete Stories 1864-1874) | 1999 | 978-1-883011-70-3 |
| 112 | Вільям Фолкнер                 | Романи 1957—1962 років (англ. Novels 1957—1962) | 1999 | 978-1-883011-69-7 |
| 113 | Джон Джеймс Одюбон             | Твори та малюнки (англ. Writings and Drawings) | 1999 | 978-1-883011-68-0 |
| 114 | збірка                         | Рабські розповіді (англ. Slave Narratives) | 2000 | 978-1-883011-76-5 |
| 115 | збірка                         | Американська поезія: XX століття (частина 1): Від Генрі Адамса до Дороті Паркер (англ. American Poetry: The Twentieth Century, Volume 1: Henry Adams to Dorothy Parker)                                                                                               | 2000 | 978-1-883011-77-2 |
| 116 | збірка                         | Американська поезія: XX століття (частина 2): Від Едварда Каммінгса до Мей Свенсон (англ. American Poetry: The Twentieth Century, Volume 2: E. E. Cummings to May Swenson)                                                                                            | 2000 | 978-1-883011-78-9 |
| 117 | Френсіс Скотт Фіцджеральд      | Романи та оповідання 1920—1922 років (англ. Novels and Stories 1920—1922) | 2000 | 978-1-883011-84-0 |
| 118 | Генрі Лонгфелло                | Вірші та інші твори (англ. Poems and Other Writings) | 2000 | 978-1-883011-85-7 |
| 119 | Теннессі Вільямс               | П'єси 1937—1955 років (англ. Plays 1937—1955) | 2000 | 978-1-883011-86-4 |
| 120 | Теннессі Вільямс               | П'єси 1957—1980 років (англ. Plays 1957—1980) | 2000 | 978-1-883011-87-1 |
| 121 | Едіт Вортон                    | Зібрання оповідань 1891—1910 років (англ. Collected Stories 1891—1910) | 2001 | 978-1-883011-93-2 |
| 122 | Едіт Вортон                    | Зібрання оповідань 1911—1937 років (англ. Collected Stories 1911—1937) | 2001 | 978-1-883011-94-9 |
| 123 | збірка                         | Американська революція: Твори з Війни за незалежність 1775—1783 років (англ. The American Revolution: Writings from the War of Independence 1775—1783) | 2001 | 978-1-883011-91-8 |
| 124 | Генрі Девід Торо               | Зібрання есе та віршів (англ. Collected Essays and Poems) | 2001 | 978-1-883011-95-6 |
| 125 | Дешилл Гемметт                 | Кримінальні оповідання та інші твори (англ. Crime Stories and Other Writings) | 2001 | 978-1-931082-00-6 |
| 126 | Дон Пауелл                     | Романи 1930—1942 років (англ. Novels 1930—1942) | 2001 | 978-1-931082-01-3 |
| 127 | Дон Пауелл                     | Романи 1944—1962 років (англ. Novels 1944—1962) | 2001 | 978-1-931082-02-0 |
| 128 | Карсон Маккалерс               | Повне зібрання романів (англ. Complete Novels) | 2001 | 978-1-931082-03-7 |
| 129 | Александер Гамільтон           | Твори (англ. Writings) | 2001 | 978-1-931082-04-4 |
| 130 | Марк Твен                      | Позолочене століття та пізні романи (англ. The Gilded Age and Later Novels) | 2002 | 978-1-931082-10-5 |
| 131 | Чарльз Чеснутт                 | Оповідання, романи та есе (англ. Stories, Novels, and Essays) | 2002 | 978-1-931082-06-8 |
| 132 | Джон Стейнбек                  | Романи 1942—1952 років (англ. Novels 1942—1952) | 2002 | 978-1-931082-07-5 |
| 133 | Сінклер Льюїс                  | Ерроусміт, Елмер Гантрі, Додсворт (англ. Arrowsmith, Elmer Gantry, Dodsworth) | 2002 | 978-1-931082-08-2 |
| 134 | Пол Боулз                      | Під покровом небес, Нехай ллє, Дім павука (англ. The Sheltering Sky, Let It Come Down, The Spider's House) | 2002 | 978-1-931082-19-8 |
| 135 | Пол Боулз                      | Повне зібрання оповідань та пізні твори (англ. Complete Stories and Later Writings) | 2002 | 978-1-931082-20-4 |
| 136 | Кейт Шопен                     | Повне зібрання романів та оповідання (англ. Complete Novels and Stories) | 2002 | 978-1-931082-21-1 |
| 137 | збірка                         | Репортажі про рух за громадянські права афроамериканців: Американська журналістика 1941—1963 років (англ. Reporting Civil Rights: American Journalism 1941—1963) | 2003 | 978-1-931082-28-0 |
| 138 | збірка                         | Репортажі про рух за громадянські права афроамериканців: Американська журналістика 1963—1973 років (англ. Reporting Civil Rights: American Journalism 1963—1973) | 2003 | 978-1-931082-29-7 |
| 139 | Генрі Джеймс                   | Романи 1896—1899 років (англ. Novels 1896—1899) | 2003 | 978-1-931082-30-3 |
| 140 | Теодор Драйзер                 | Американська трагедія (англ. An American Tragedy) | 2003 | 978-1-931082-31-0 |
| 141 | Сол Беллоу                     | Романи 1944—1953 років (англ. Novels 1944—1953) | 2003 | 978-1-931082-38-9 |
| 142 | Джон Дос Пассос                | Романи 1920—1925 років (англ. Novels 1920—1925) | 2003 | 978-1-931082-39-6 |
| 143 | Джон Дос Пассос                | Подорожні книги та інші твори 1916—1941 років (англ. Travel Books and Other Writings 1916—1941) | 2003 | 978-1-931082-40-2 |
| 144 | Езра Паунд                     | Вірші та переклади (англ. Poems and Translations) | 2003 | 978-1-931082-41-9 |
| 145 | Джеймс Велдон Джонсон          | Твори (англ. Writings) | 2004 | 978-1-931082-52-5 |
| 146 | Вашингтон Ірвінг               | Три розповіді у жанрі вестерн (англ. Three Western Narratives) | 2004 | 978-1-931082-53-2 |
| 147 | Алексіс де Токвіль             | Демократія в Америці (англ. Democracy in America) | 2004 | 978-1-931082-54-9 |
| 148 | Джеймс Фаррелл                 | Стадс Лоніген (англ. Studs Lonigan: A Trilogy) | 2004 | 978-1-931082-55-6 |
| 149 | Іцхак Башевіс-Зінгер           | Зібрання оповідань: Від «Дурня Гімпеля» до «Автора листів» (англ. Collected Stories: Gimpel the Fool to The Letter Writer) | 2004 | 978-1-931082-61-7 |
| 150 | Іцхак Башевіс-Зінгер           | Зібрання оповідань: Від «Товариша Кафки» до «Пристрастей» (англ. Collected Stories: A Friend of Kafka to Passions) | 2004 | 978-1-931082-62-4 |
| 151 | Іцхак Башевіс-Зінгер           | Зібрання оповідань: Від «Одного вечора у Бразилії» до «Смерті Мафусаїла» (англ. Collected Stories: One Night In Brazil to The Death Of Methuselah) | 2004 | 978-1-931082-63-1 |
| 152 | Джордж Кауфман та Ко.          | Бродвейські комедії (англ. Broadway Comedies) | 2004 | 978-1-931082-67-9 |
| 153 | Теодор Рузвельт                | Грубі вершники, Автобіографія (англ. The Rough Riders, An Autobiography) | 2004 | 978-1-931082-65-5 |
| 154 | Теодор Рузвельт                | Листи та промови (англ. Letters and Speeches) | 2004 | 978-1-931082-66-2 |
| 155 | Говард Лавкрафт                | Повісті та оповідання (англ. Tales) | 2005 | 978-1-931082-72-3 |
| 156 | Луїза Мей Олкотт               | Маленькі жінки, Маленькі чоловіки, Хлопчики Джо (англ. Little Women, Little Men, Jo's Boys) | 2005 | 978-1-931082-73-0 |
| 157 | Філіп Рот                      | Романи та поповідання 1959—1962 років (англ. Novels and Stories 1959—1962) | 2005 | 978-1-931082-79-2 |
| 158 | Філіп Рот                      | Романи 1967—1972 років (англ. Novels 1967—1972) | 2005 | 978-1-931082-80-8 |
| 159 | Джеймс Ейджі                   | Давайте зараз віддамо почесті знаменитим чоловікам, Смерть у родині та коротка проза (англ. Let Us Now Praise Famous Men, A Death in the Family, and Shorter Fiction)                                                                                                 | 2005 | 978-1-931082-81-5 |
| 160 | Джеймс Ейджі                   | Сценарії до фільмів та вибрана журналістика (англ. Film Writing and Selected Journalism) | 2005 | 978-1-931082-82-2 |
| 161 | Річард Генрі Дана (молодший)   | Два роки під щоглою та інші подорожі (англ. Two Years Before the Mast and Other Voyages) | 2005 | 978-1-931082-83-9 |
| 162 | Генрі Джеймс                   | Романи 1901—1902 років (англ. Novels 1901—1902) | 2006 | 978-1-931082-88-4 |
| 163 | Артур Міллер                   | Зібрання п'єс 1944—1961 років (англ. Collected Plays 1944—1961) | 2006 | 978-1-931082-91-4 |
| 164 | Вільям Фолкнер                 | Романи 1926—1929 років (англ. Novels 1926—1929) | 2006 | 978-1-931082-89-1 |
| 165 | Філіп Рот                      | Романи 1973—1977 років (англ. Novels 1973—1977) | 2006 | 978-1-931082-96-9 |
| 166 | збірка                         | Американські промови: Політичні виступи від Революції до Громадянської війни (англ. American Speeches: Political Oratory from the Revolution to the Civil War) | 2006 | 978-1-931082-97-6 |
| 167 | збірка                         | Американські промови: Політичні виступи від Авраама Лінкольна до Білла Клінтона (англ. American Speeches: Political Oratory from Abraham Lincoln to Bill Clinton) | 2006 | 978-1-931082-98-3 |
| 168 | Гарт Крейн                     | Повне зібрання віршів та вибрані листи (англ. Complete Poems and Selected Letters) | 2006 | 978-1-931082-99-0 |
| 169 | Сол Беллоу                     | Романи 1956—1964 років (англ. Novels 1956—1964) | 2007 | 978-1-59853-002-5 |
| 170 | Джон Стейнбек                  | Подорож з Чарлі у пошуках Америки та пізніші романи 1947—1962 років (англ. Travels with Charley and Later Novels 1947—1962) | 2007 | 978-1-59853-004-9 |
| 171 | Кап. Джон Сміт                 | Твори, разом з іншими розповідями про Роанок, Джеймстаун та перше англійське поселення Америки (англ. Writings, with Other Narratives of Roanoke, Jamestown, and the First English Settlement of America)                                                             | 2007 | 978-1-59853-001-8 |
| 172 | Торнтон Вайлдер                | Зібрання п'єс та твори про театр (англ. Collected Plays and Writings on Theater) | 2007 | 978-1-59853-003-2 |
| 173 | Філіп Дік                      | Чотири романи 1960-х років (англ. Four Novels of the 1960s) | 2007 | 978-1-59853-009-4 |
| 174 | Джек Керуак                    | Дорожні романи 1957—1960 років (англ. Road Novels 1957—1960) | 2007 | 978-1-59853-012-4 |
| 175 | Філіп Рот                      | Скутий Цукерман: Трилогія та епілог (1979—1985) (англ. Zuckerman Bound: A Trilogy and Epilogue 1979—1985) | 2007 | 978-1-59853-011-7 |
| 176 | Едмунд Вілсон                  | Літературні есе та огляди 1920-х та 1930-х років (англ. Literary Essays and Reviews of the 1920s and 30s) | 2007 | 978-1-59853-013-1 |
| 177 | Едмунд Вілсон                  | Літературні есе та огляди 1930-х та 1940-х років (англ. Literary Essays and Reviews of the 1930s and 40s) | 2007 | 978-1-59853-014-8 |
| 178 | збірка                         | Американська поезія: XVII та XVIII століття (англ. American Poetry: The Seventeenth and Eighteenth Centuries) | 2007 | 978-1-931082-90-7 |
| 179 | Вільям Максвелл                | Ранні романи та оповідання (англ. Early Novels and Stories) | 2008 | 978-1-59853-026-1 |
| 180 | Елізабет Бішоп                 | Вірші, проза та листування (англ. Poems, Prose, and Letters) | 2008 | 978-1-59853-017-9 |
| 181 | Еббот Джозеф Ліблінг           | Твори про Другу світову війну (англ. World War II Writings) | 2008 | 978-1-59853-040-7 |
| 182 | збірка                         | Американська земля: Природоохоронні твори з часів Торо (англ. American Earth: Environmental Writing Since Thoreau) | 2008 | 978-1-59853-020-9 |
| 183 | Філіп Дік                      | П'ять романів 1960-х та 1970-х років (англ. Five Novels of the 1960s and 70s) | 2008 | 978-1-59853-025-4 |
| 184 | Вільям Максвелл                | Пізні романи та оповідання (англ. Later Novels and Stories) | 2008 | 978-1-59853-026-1 |
| 185 | Філіп Рот                      | Романи та інші розповіді 1986—1991 років (англ. Novels and Other Narratives 1986—1991) | 2008 | 978-1-59853-030-8 |
| 186 | Кетрін Енн Портер              | Зібрання оповідань та інших творів (англ. Collected Stories and Other Writings) | 2008 | 978-1-59853-029-2 |
| 187 | Джон Ешбері                    | Зібрання віршів 1956—1987 років (англ. Collected Poems 1956—1987) | 2008 | 978-1-59853-028-5 |
| 188 | Джон Чівер                     | Зібрання оповідань та інших творів (англ. Collected Stories and Other Writings) | 2009 | 978-1-59853-034-6 |
| 189 | Джон Чівер                     | Повне зібрання романів (англ. Complete Novels) | 2009 | 978-1-59853-035-3 |
| 190 | Лафкадіо Герн                  | Американські твори (англ. American Writings) | 2009 | 978-1-59853-039-1 |
| 191 | Еббот Джозеф Ліблінг           | Солодка наука та інші твори (англ. The Sweet Science and Other Writings) | 2009 | 978-1-59853-040-7 |
| 192 | збірка                         | Лінкольновська антологія: Великі письменники про його життя та спадок з 1860 року по теперішній час (англ. The Lincoln Anthology: Great Writers on His Life and Legacy from 1860 to Now)                                                                              | 2009 | 978-1-59853-033-9 |
| 193 | Філіп Дік                      | Валіс та пізні романи (англ. VALIS and Later Novels) | 2009 | 978-1-59853-044-5 |
| 194 | Торнтон Вайлдер                | Міст короля Людовика Святого та інші романи 1926—1948 років (англ. The Bridge of San Luis Reyand Other Novels 1926—1948) | 2009 | 978-1-59853-045-2 |
| 195 | Раймонд Карвер                 | Зібрання оповідань (англ. Collected Stories) | 2009 | 978-1-59853-046-9 |
| 196 | збірка                         | Американські фантастичні оповідання: Страх і незвичне від По до Pulp-журналів (англ. American Fantastic Tales: Terror and the Uncanny from Poe to the Pulps) | 2009 | 978-1-59853-047-6 |
| 197 | збірка                         | Американські фантастичні оповідання: Страх і незвичне від 1940-х років по теперішній час (англ. American Fantastic Tales: Terror and the Uncanny from the 1940s to Now)                                                                                               | 2009 | 978-1-59853-048-3 |
| 198 | Джон Маршалл                   | Твори (англ. Writings) | 2010 | 978-1-59853-064-3 |
| 199 | збірка                         | Антологія Марка Твена: Великі письменники про його життя та твори (англ. The Mark Twain Anthology: Great Writers on His Life and Works) | 2010 | 978-1-59853-065-0 |
| 200 | Марк Твен                      | Бродяга за кордоном, Йдучи екватором, інші подорожні твори (англ. A Tramp Abroad, Following the Equator, Other Travels) | 2010 | 978-1-59853-066-7 |
| 201 | Ральф Волдо Емерсон            | Вибрані журнальні твори 1820—1842 років (англ. Selected Journals 1820—1842) | 2010 | 978-1-59853-067-4 |
| 202 | Ральф Волдо Емерсон            | Вибрані журнальні твори 1841—1877 років (англ. Selected Journals 1841—1877) | 2010 | 978-1-59853-068-1 |
| 203 | збірка                         | Американська сцена: Твори про театр від Вашингтона Ірвінга до Тоні Кушнера (англ. The American Stage: Writing on Theater from Washington Irving to Tony Kushner) | 2010 | 978-1-59853-069-8 |
| 204 | Ширлі Джексон                  | Романи та оповідання (англ. Novels and Stories) | 2010 | 978-1-59853-072-8 |
| 205 | Філіп Рот                      | Романи 1993—1995 років (англ. Novels 1993—1995) | 2010 | 978-1-59853-078-0 |
| 206 | Генрі Менкен                   | Упередження: Книги перша, друга та третя (англ. Prejudices: First, Second, and Third Series) | 2010 | 978-1-59853-074-2 |
| 207 | Генрі Менкен                   | Упередження: Книги четверта, п'ята та шоста (англ. Prejudices: Fourth, Fifth, and Sixth Series) | 2010 | 978-1-59853-075-9 |
| 208 | Джон Кеннет Ґелбрейт           | Заможне суспільство та інші твори 1952—1967 років (англ. The Affluent Society and Other Writings 1952—1967) | 2010 | 978-1-59853-077-3 |
| 209 | Сол Беллоу                     | Романи 1970—1982 років (англ. Novels 1970—1982) | 2010 | 978-1-59853-079-7 |
| 210 | Лінд Ворд                      | Людина богів, Барабан божевільного, Дике паломництво (англ. Gods' Man, Madman's Drum, Wild Pilgrimage) | 2010 | 978-1-59853-080-3 |
| 211 | Лінд Ворд                      | Прелюдія до мільйона років, Пісня без слів, Запаморочення (англ. Prelude to a Million Years, Song Without Words, Vertigo) | 2010 | 978-1-59853-081-0 |
| 212 | збірка                         | Громадянська війна: Перший рік, розказаний тими, хто його прожив (англ. The Civil War: The First Year Told by Those Who Lived It) | 2011 | 978-1-59853-088-9 |
| 213 | Джон Адамс                     | Революційні твори 1755—1775 років (англ. Revolutionary Writings 1755—1775) | 2011 | 978-1-59853-089-6 |
| 214 | Джон Адамс                     | Революційні твори 1775—1783 років (англ. Revolutionary Writings 1775—1783) | 2011 | 978-1-59853-090-2 |
| 215 | Генрі Джеймс                   | Романи 1903—1911 років (англ. Novels 1903—1911) | 2011 | 978-1-59853-091-9 |
| 216 | Курт Воннеґут                  | Романи та оповідання 1963—1973 років (англ. Novels and Stories 1963—1973) | 2011 | 978-1-59853-098-8 |
| 217 | збірка                         | Гарлемське відродження: П'ять романів 1920-х років (англ. Harlem Renaissance: Five Novels of the 1920s) | 2011 | 978-1-59853-099-5 |
| 218 | збірка                         | Гарлемське відродження: Чотири романи 1930-х років (англ. Harlem Renaissance: Four Novels of the 1930s) | 2011 | 978-1-59853-101-5 |
| 219 | Амброз Бірс                    | Словник від Лукавого, оповідання та мемуари (англ. The Devil's Dictionary, Tales, and Memoirs) | 2011 | 978-1-59853-102-2 |
| 220 | Філіп Рот                      | Американська трилогія 1997—2000 років (англ. The American Trilogy 1997—2000) | 2011 | 978-1-59853-103-9 |
| 221 | збірка                         | Громадянська війна: Другий рік, розказаний тими, хто його прожив (англ. The Civil War: The Second Year Told by Those Who Lived It) | 2012 | 978-1-59853-144-2 |
| 222 | Барбара Такман                 | Серпневі гармати, Горда вежа (англ. The Guns of August, The Proud Tower) | 2012 | 978-1-59853-145-9 |
| 223 | Артур Міллер                   | Зібрання п'єс 1964—1982 років (англ. Collected Plays 1964—1982) | 2012 | 978-1-59853-147-3 |
| 224 | Торнтон Вайлдер                | Восьмий день, Теофіл Норт, автобіографічні твори (англ. The Eighth Day, Theophilus North, Autobiographical Writings) | 2012 | 978-1-59853-146-6 |
| 225 | Девід Гудіс                    | П'ять романів нуар 1940-х та 1950-х років (англ. Five Noir Novels of the 1940s and 50s) | 2012 | 978-1-59853-148-0 |
| 226 | Курт Воннеґут                  | Романи та оповідання 1950—1962 років (англ. Novels and Stories 1950—1962) | 2012 | 978-1-59853-150-3 |
| 227 | збірка                         | Американська наукова фантастика: Чотири класичні романи 1953—1956 років (англ. American Science Fiction: Four Classic Novels 1953—1956) | 2012 | 978-1-59853-158-9 |
| 228 | збірка                         | Американська наукова фантастика: П'ять класичних романів 1956—1958 років (англ. American Science Fiction: Five Classic Novels 1956—1958) | 2012 | 978-1-59853-159-6 |
| 229 | Лора Інголс-Вайлдер            | Книги про Маленький будинок (том 1) (англ. The Little House Books, Volume 1) | 2012 | 978-1-59853-160-2 |
| 230 | Лора Інголс-Вайлдер            | Книги про Маленький будинок (том 2) (англ. The Little House Books, Volume 2) | 2012 | 978-1-59853-161-9 |
| 231 | Джек Керуак                    | Зібрання віршів (англ. Collected Poems) | 2012 | 978-1-59853-193-0 |
| 232 | збірка                         | Англо-американська війна: Твори з другої війни за незалежність США (англ. The War of 1812: Writings from America's Second War of Independence) | 2012 | 978-1-59853-195-4 |
| 233 | збірка                         | Американські аболіціоністські твори: Від до колоніальних починань до визволення рабів (англ. American Antislavery Writings: Colonial Beginnings to Emancipation) | 2012 | 978-1-59853-196-1 |
| 234 | збірка                         | Громадянська війна: Третій рік, розказаний тими, хто його прожив (англ. The Civil War: The Third Year Told by Those Who Lived It) | 2013 | 978-1-59853-197-8 |
| 235 | Шервуд Андерсон                | Зібрання оповідань (англ. Collected Stories) | 2013 | 978-1-59853-204-3 |
| 236 | Філіп Рот                      | Романи 2001—2007 років (англ. Novels 2001—2007) | 2013 | 978-1-59853-198-5 |
| 237 | Філіп Рот                      | Немезес (англ. Nemeses) | 2013 | 978-1-59853-199-2 |
| 238 | Олдо Леопольд                  | Альманах піщаного округу та інші екологічні та природоохоронні твори (англ. A Sand County Almanac and Other Writings on Ecology and Conservation) | 2013 | 978-1-59853-206-7 |
| 239 | Мей Свенсон                    | Зібрання віршів (англ. Collected Poems) | 2013 | 978-1-59853-210-4 |
| 240 | Вільям Мервін                  | Зібрання віршів 1952—1993 років (англ. Collected Poems 1952—1993) | 2013 | 978-1-59853-208-1 |
| 241 | Вільям Мервін                  | Зібрання віршів 1996—2011 років (англ. Collected Poems 1996—2011) | 2013 | 978-1-59853-209-8 |
| 242 | Джон Апдайк                    | Зібрання ранніх оповідань (англ. Collected Early Stories) | 2013 | 978-1-59853-251-7 |
| 243 | Джон Апдайк                    | Зібрання пізніх оповідань (англ. Collected Later Stories) | 2013 | 978-1-59853-252-4 |
| 244 | Рінг Ларднер                   | Оповідання та інші твори (англ. Stories and Other Writings) | 2013 | 978-1-59853-253-1 |
| 245 | Джонатан Едвардс               | Твори з Першого великого пробудження (англ. Writings from the Great Awakening) | 2013 | 978-1-59853-254-8 |
| 246 | Сьюзен Зонтаґ                  | Есе 1960-х та 1970-х років (англ. Essays of the 1960s and 70s) | 2013 | 978-1-59853-255-5 |
| 247 | Вільям Веллс Браун             | Клотель та інші твори (англ. Clotel and Other Writings) | 2014 | 978-1-59853-291-3 |
| 248 | Бернард Маламуд                | Романи та оповідання 1940-х та 1950-х років (англ. Novels and Stories of the 1940s and 50s) | 2014 | 978-1-59853-292-0 |
| 249 | Бернард Маламуд                | Романи та оповідання 1960-х років (англ. Novels and Stories of the 1960s) | 2014 | 978-1-59853-293-7 |
| 250 | збірка                         | Громадянська війна: Останній рік, розказаний тими, хто його прожив (англ. The Civil War: The Final Year Told by Those Who Lived It) | 2014 | 978-1-59853-294-4 |
| 251 | збірка                         | Шекспір в Америці: Антологія від часів Революції до сьогодення (англ. Shakespeare in America: An Anthology from the Revolution to Now) | 2014 | 978-1-59853-295-1 |
| 252 | Курт Воннеґут                  | Романи 1976—1985 років (англ. Novels 1976—1985) | 2014 | 978-1-59853-304-0 |
| 253 | збірка                         | Американські мюзикли 1927—1949 років: Повні матеріали та слова восьми класичних вистав Бродвея (англ. American Musicals 1927—1949: The Complete Books and Lyrics of Eight Broadway Classics)                                                                          | 2014 | 978-1-59853-258-6 |
| 254 | збірка                         | Американські мюзикли 1950—1969 років: Повні матеріали та слова восьми класичних вистав Бродвея (англ. American Musicals 1950-1969: The Complete Books and Lyrics of Eight Broadway Classics)                                                                          | 2014 | 978-1-59853-259-3 |
| 255 | Елмор Леонард                  | Чотири романи 1970-х років (англ. Four Novels of the 1970s) | 2014 | 978-1-59853-305-7 |
| 256 | Луїза Мей Олкотт               | Робота: Історія досвіду, Вісім кузин, Роза в цвітуRose in Bloom, оповідання та інші твори (англ. Work, Eight Cousins, Rose in Bloom, Stories and Other Writings) | 2014 | 978-1-59853-306-4 |
| 257 | Генрі Менкен                   | Трилогія про дні, розшмрене видання (англ. The Days Trilogy, Expanded Edition) | 2014 | 978-1-59853-308-8 |
| 258 | Вірджіл Томсон                 | Музичні хроніки 1940—1954 років (англ. Music Chronicles 1940—1954) | 2014 | 978-1-59853-309-5 |
| 259 | збірка                         | Мистецтво в Америці 1945—1970 років: Твори епохи абстрактного експресіонізму, попарту та мінімалізму (англ. Art in America 1945—1970: Writings from the Age of Abstract Expressionism, Pop Art, and Minimalism)                                                       | 2014 | 978-1-59853-310-1 |
| 260 | Сол Беллоу                     | Романи 1984—2000 років (англ. Novels 1984—2000) | 2015 | 978-1-59853-352-1 |
| 261 | Артур Міллер                   | Зібрання п'єс 1987—2004 років, із сценічними та радіоспектаклями 1930-х та 1940-х років (англ. Collected Plays 1987—2004, with Stage and Radio Plays of the 1930s and 40s)                                                                                            | 2015 | 978-1-59853-353-8 |
| 262 | Джек Керуак                    | Видіння Коді, Видіння Джерарда, Біґ-Сур (англ. Visions of Cody, Visions of Gerard, Big Sur) | 2015 | 978-1-59853-374-3 |
| 263 | Рейнгольд Нібур                | Основні твори з релігії та політики (англ. Major Works on Religion and Politics) | 2015 | 978-1-59853-375-0 |
| 264 | Росс Макдональд                | Чотири кримінальні романи 1950-х років (англ. Four Crime Novels of the 1950s) | 2015 | 978-1-59853-376-7 |
| 265 | збірка                         | Американська революція: Твори з Памфлетних дебатів: Том 1 (1764—1772 роки) (англ. The American Revolution: Writings from the Pamphlet Debate: Volume 1, 1764–1772) | 2015 | 978-1-59853-377-4 |
| 266 | збірка                         | Американська революція: Твори з Памфлетних дебатів: Том 2 (1773—1776 роки) (англ. The American Revolution: Writings from the Pamphlet Debate: Volume 2, 1773–1776) | 2015 | 978-1-59853-378-1 |
| 267 | Елмор Леонард                  | Чотири романи 1980-х років (англ. Four Novels of the 1980s) | 2015 | 978-1-59853-412-2 |
| 268 | збірка                         | Письменниці кримінального жанру: Чотири романи 1940-х років у жанрі саспенс (англ. Women Crime Writers: Four Suspense Novels of the 1940s) | 2015 | 978-1-59853-430-6 |
| 269 | збірка                         | Письменниці кримінального жанру: Чотири романи 1950-х років у жанрі саспенс (англ. Women Crime Writers: Four Suspense Novels of the 1950s) | 2015 | 978-1-59853-431-3 |
| 270 | Фредерік Лоу Олмстед           | Твори про ландшафт, культуру та суспільство (англ. Writings on Landscape, Culture, and Society) | 2015 | 978-1-59853-452-8 |
| 271 | Едіт Вортон                    | Чотири романи 1920-х років (англ. Four Novels of the 1920s) | 2015 | 978-1-59853-453-5 |
| 272 | Джеймс Болдвін                 | Пізні романи (англ. Later Novels) | 2015 | 978-1-59853-454-2 |
| 273 | Курт Воннеґут                  | Романи 1987—1997 років (англ. Novels 1987—1997) | 2016 | 978-1-59853-464-1 |
| 274 | Генрі Джеймс                   | Автобіографії (англ. Autobiographies) | 2016 | 978-1-59853-471-9 |
| 275 | Ебігейль Адамс                 | Листи (англ. Letters) | 2016 | 978-1-59853-465-8 |
| 276 | Джон Адамс                     | Твори нової нації 1784—1826 років (англ. Writings from the New Nation 1784—1826) | 2016 | 978-1-59853-466-5 |
| 277 | Вірджіл Томсон                 | Стан музики та інші твори (англ. The State of Music and Other Writings) | 2016 | 978-1-59853-467-2 |
| 278 | збірка                         | Досить війн: Три століття американської антивоєнної та миролюбної літератури (англ. War No More: Three Centuries of American Antiwar and Peace Writing) | 2016 | 978-1-59853-473-3 |
| 279 | Росс Макдональд                | Три романи початку 1960-х років (англ. Three Novels of the Early 1960s) | 2016 | 978-1-59853-479-5 |
| 280 | Елмор Леонард                  | Чотири пізніх романи (англ. Four Later Novels) | 2016 | 978-1-59853-492-4 |
| 281 | Урсула Ле Гуїн                 | Повне зібрання творів про Орсінію (англ. The Complete Orsinia) | 2016 | 978-1-59853-493-1 |
| 282 | Джон О'Гара                    | Оповідання (англ. Stories) | 2016 | 978-1-59853-497-9 |
| 283 | Джек Керуак                    | Невідомий Керуак: Раритетні, раніше неопубліковані та наново перекладені твори (англ. The Unknown Kerouac: Rare, Unpublished and Newly Translated Writings) | 2016 | 978-1-59853-498-6 |
| 284 | Альберт Мюррей                 | Зібрання есе та мемуарів (англ. Collected Essays and Memoirs) | 2016 | 978-1-59853-503-7 |
| 285 | Лорен Айзлі                    | Зібрання есе про еволюцію, природу та космос (том 1) (англ. Collected Essays on Evolution, Nature, and the Cosmos, Volume One) | 2016 | 978-1-59853-506-8 |
| 286 | Лорен Айзлі                    | Зібрання есе про еволюцію, природу та космос (том 2) (англ. Collected Essays on Evolution, Nature, and the Cosmos, Volume Two) | 2016 | 978-1-59853-507-5 |
| 287 | Карсон Маккалерс               | Оповідання, п'єси та інші твори (англ. Stories, Plays and Other Writings) | 2017 | 978-1-59853-511-2 |
| 288 | Джейн Боулз                    | Зібрання творів (англ. Collected Writings) | 2017 | 978-1-59853-513-6 |
| 289 | збірка                         | Перша світова війна та Америка: Оповідано американцями, які прожили її (англ. World War I and America: Told by the Americans Who Lived It) | 2017 | 978-1-59853-514-3 |
| 290 | Мері Маккарті                  | Романи та оповідання 1942—1963 років (англ. Novels and Stories 1942—1963) | 2017 | 978-1-59853-516-7 |
| 291 | Мері Маккарті                  | Романи та оповідання 1963—1979 років (англ. Novels 1963—1979) | 2017 | 978-1-59853-517-4 |
| 292 | Сьюзен Зонтаґ                  | Пізні есе (англ. Later Essays) | 2017 | 978-1-59853-519-8 |
| 293 | Джон Квінсі Адамс              | Щоденники 1779—1821 років (англ. Diaries 1779—1821) | 2017 | 978-1-59853-520-4 |
| 294 | Джон Квінсі Адамс              | Щоденники 1821—1848 років (англ. Diaries 1821—1848) | 2017 | 978-1-59853-522-8 |
| 295 | Росс Макдональд                | Чотири пізніх романи (англ. Four Later Novels) | 2017 | 978-1-59853-534-1 |
| 296 | Урсула Ле Гуїн                 | Романи та оповідання Гайнського циклу (том 1) (англ. Hainish Novels and Stories, Volume One) | 2017 | 978-1-59853-538-9 |
| 297 | Урсула Ле Гуїн                 | Романи та оповідання Гайнського циклу (том 2) (англ. Hainish Novels and Stories, Volume Two) | 2017 | 978-1-59853-539-6 |
| 298 | Пітер Тейлор                   | Повне зібрання оповідань 1938—1959 років (англ. Complete Stories 1938—1959) | 2017 | 978-1-59853-542-6 |
| 299 | Пітер Тейлор                   | Повне зібрання оповідань 1960—1992 років (англ. Complete Stories 1960—1992) | 2017 | 978-1-59853-543-3 |
| 300 | Філіп Рот                      | Навіщо писати? Зібрання документальних творів 1960—2013 років (англ. Why Write? Collected Nonfiction 1960—2013) | 2017 | 978-1-59853-540-2 |
| 301 | Джон Ешбері                    | Повне зібрання віршів 1991—2000 років (англ. Complete Poems 1991‒2000) | 2017 | 978-1-59853-535-8 |
| 302 | Венделл Беррі                  | Романи та оповідання з циклу про Порт Вільям (від Громадянської війни до Другої світової війни) (англ. Port William Novels and Stories (The Civil War to World War II))                                                                                               | 2018 | 978-1-59853-554-9 |
| 303 | збірка                         | Реконструкція Півдня: Голоси з першої великої боротьби у США за расову рівність (англ. Reconstruction: Voices from America's First Great Struggle for Racial Equality)                                                                                                | 2018 | 978-1-59853-555-6 |
| 304 | Альберт Мюррей                 | Зібрання романів та віршів (англ. Collected Novels and Poems) | 2018 | 978-1-59853-561-7 |
| 305 | Норман Мейлер                  | Чотири книги 1960-х років (англ. Four Books of the 1960s) | 2018 | 978-1-59853-558-7 |
| 306 | Норман Мейлер                  | Зібрання есе 1960-х років (англ. Collected Essays of the 1960s) | 2018 | 978-1-59853-559-4 |
| 307 | Рейчел Карсон                  | Безмовна весна та інші твори з охорони довкілля (англ. Silent Spring and Other Writings on the Environment) | 2018 | 978-1-59853-560-0 |
| 308 | Елмор Леонард                  | Вестерни (англ. Westerns) | 2018 | 978-1-59853-562-4 |
| 309 | Мадлен Л'Енґл                  | Чотири романи з циклу «Складка часу» (англ. The Wrinkle in Time Quartet) | 2018 | 978-1-59853-578-5 |
| 310 | Мадлен Л'Енґл                  | Чотири романи про Поллі О'Кіф (англ. The Polly O'Keefe Quartet) | 2018 | 978-1-59853-579-2 |
| 311 | Джон Апдайк                    | Романи 1959—1965 років (англ. Novels 1959—1965) | 2018 | 978-1-59853-581-5 |
| 312 | Джеймс Фенімор Купер           | Два романи про американську революцію (англ. Two Novels of the American Revolution) | 2018 | 978-1-59853-582-2 |
| 313 | Джон О'Гара                    | Чотири романи 1930-х років (англ. Four Novels of the 1930s) | 2019 | 978-1-59853-600-3 |
| 314 | Енн Петрі                      | Вулиця, Нерроуз (англ. The Street, The Narrows) | 2019 | 978-1-59853-601-0 |
| 315 | Урсула Ле Гуїн                 | Завжди повертаючись додому (Розширене авторське видання) (англ. Always Coming Home (Author's Expanded Edition)) | 2019 | 978-1-59853-603-4 |
| 316 | Венделл Беррі                  | Есе 1969—1990 років (англ. Essays 1969—1990) | 2019 | 978-1-59853-606-5 |
| 317 | Венделл Беррі                  | Есе 1993—2017 років (англ. Essays 1993—2017) | 2019 | 978-1-59853-608-9 |
| 318 | Корнеліус Раян                 | Найдовший день, Міст надто далеко (англ. The Longest Day, A Bridge Too Far) | 2019 | 978-1-59853-611-9 |
| 319 | Бут Таркінгтон                 | Романи та оповідання (англ. Novels and Stories) | 2019 | 978-1-59853-620-1 |
| 320 | Герман Мелвілл                 | Повне зібрання віршів (англ. Complete Poems) | 2019 | 978-1-59853-618-8 |
| 321 | збірка                         | Американська наукова фантастика: Чотири класичні романи 1960—1966 років (англ. American Science Fiction: Four Classic Novels 1960—1966) | 2019 | 978-1-59853-501-3 |
| 322 | збірка                         | Американська наукова фантастика: Чотири класичні романи 1968—1969 років (англ. American Science Fiction: Four Classic Novels 1968—1969) | 2019 | 978-1-59853-502-0 |
| 323 | Френсіс Годґсон Бернет         | Таємний сад, Маленька принцеса, Маленький лорд Фаунтлерой (англ. The Secret Garden, A Little Princess, Little Lord Fauntleroy) | 2019 | 978-1-59853-638-6 |
| 324 | Джин Стаффорд                  | Повне зібрання романів (англ. Complete Novels) | 2019 | 978-1-59853-644-7 |
| 325 | Джоан Дідіон                   | 1960-ті та 1970-ті роки (англ. The 1960s and 70s) | 2019 | 978-1-59853-645-4 |
| 326 | Джон Апдайк                    | Романи 1968—1975 років (англ. Novels 1968—1975) | 2020 | 978-1-59853-649-2 |
| 327 | Констанс Фенімор Вулсон        | Зібрання оповідань (англ. Collected Stories) | 2020 | 978-1-59853-650-8 |
| 328 | Роберт Стоун                   | Собаки-солдати, Прапор для сходу сонця, Дістати за межами моста (англ. Dog Soldiers, A Flag for Sunrise, Outerbridge Reach) | 2020 | 978-1-59853-654-6 |
| 329 | Джонатан Шелл                  | Доля Землі, Скасування, Нескорений світ (англ. The Fate of the Earth, The Abolition, The Unconquerable World) | 2020 | 978-1-59853-658-4 |
| 330 | Річард Гофштадтер              | Антиінтелектуалізм в американському житті, Параноїдальний стиль в американській політиці, есе 1956—1965 років, що не входили до збірок (англ. Anti-Intellectualism in American Life, The Paranoid Style in American Politics, Uncollected Essays 1956—1965)           | 2020 | 978-1-59853-659-1 |
| 331 | збірка                         | Вестерн: Чотири класичні романи 1940-х та 1950-х років (англ. The Western: Four Classic Novels of the 1940s and 50s) | 2020 | 978-1-59853-661-4 |
| 332 | збірка                         | Виборче право американських жінок: Голоси тривалої боротьби за право голосувати (1776—1965 роки) (англ. American Women's Suffrage: Voices from the Long Struggle for the Vote 1776—1965)                                                                              | 2020 | 978-1-59853-664-5 |
| 333 | збірка                         | Афроамериканська поезія: 250 років боротьби та пісні (англ. African American Poetry: 250 Years of Struggle and Song) | 2020 | 978-1-59853-666-9 |
| 334 | Ернест Хемінгуей               | І сонце сходить та інші твори 1918—1926 років (англ. The Sun Also Rises and Other Writings 1918—1926) | 2020 | 978-1-59853-667-6 |
| 335 | Урсула Ле Гуїн                 | Легенди Західного Узбережжя (англ. Annals of the Western Shore) | 2020 | 978-1-59853-668-3 |
| 336 | Ширлі Джексон                  | Чотири романи 1940-х та 1950-х років (англ. Four Novels of the 1940s and 50s) | 2020 | 978-1-59853-670-6 |
| 337 | збірка                         | Плімутська колонія (англ. Plymouth Colony) | 2020 | 978-1-59853-673-7 |
| 338 | Октавія Батлер                 | Рідня, Незрілий юнак, зібрання оповідань (англ. Kindred, Fledgling, Collected Stories) | 2021 | 978-1-59853-675-1 |
| 339 | Джон Апдайк                    | Романи 1978—1984 років (англ. Novels 1978—1984) | 2021 | 978-1-59853-677-5 |
| 340 | Едвард Осборн Вілсон           | Біофілія, Розмаїття життя, Натураліст (англ. Biophilia, The Diversity of Life, Naturalist) | 2021 | 978-1-59853-679-9 |
| 341 | Джоан Дідіон                   | 1980-ті та 1990-ті роки (англ. The 1980s and 90s) | 2021 | 978-1-59853-683-6 |
| 342 | Джин Стаффорд                  | Повне зібрання оповідань та інші твори (англ. Complete Stories and Other Writings) | 2021 | 978-1-59853-682-9 |
| 343 | Дональд Бартелмі               | Зібрання оповідань (англ. Collected Stories) | 2021 | 978-1-59853-684-3 |
| 344 | Елізабет Спенсер               | Романи та оповідання (англ. Novels and Stories) | 2021 | 978-1-59853-686-7 |
| 345 | О. Генрі                       | 101 оповідання (англ. 101 Stories) | 2021 | 978-1-59853-690-4 |
| 346 | Сідні Джозеф Перельман         | Твори (англ. Writings) | 2021 | 978-1-59853-692-8 |
| 347 | Рей Бредбері                   | Романи та цикли оповідань (англ. Novels and Story Cycles) | 2021 | 978-1-59853-700-0 |
| 348 | Вірджинія Гамільтон            | П'ять романів (англ. Five Novels) | 2021 | 978-1-59853-701-7 |
| 349 | Джон Вільямс                   | Зібрання романів (англ. Collected Novels) | 2021 | 978-1-59853-702-4 |
| 350 | Вільям Едуард Беркхардт Дюбойс | Чорна реконструкція (англ. Black Reconstruction) | 2021 | 978-1-59853-703-1 |
| 351 | збірка                         | Мемуари з Другої світової війни: Тихоокеанський театр воєнних дій (англ. World War II Memoirs: The Pacific Theater) | 2021 | 978-1-59853-704-8 |
| 352 | Рейчел Карсон                  | Морська трилогія (англ. The Sea Trilogy) | 2021 | 978-1-59853-705-5 |
| 353 | Френсіс Скотт Фіцджеральд      | Великий Гетсбі, Усі сумні молоді люди та інші твори 1920—1926 років (англ. The Great Gatsby, All the Sad Young Men and Other Writings 1920—1926) | 2022 | 978-1-59853-714-7 |
| 354 | Джон Апдайк                    | Романи 1986—1990 років (англ. Novels 1986—1990) | 2022 | 978-1-59853-717-8 |
| 355 | Максін Гон Кінгстон            | Жінка-воїн, Китайці, Майстер подорожі Мавпа, інші твори (англ. The Woman Warrior, China Men, Tripmaster Monkey, Other Writings) | 2022 | 978-1-59853-724-6 |
| 356 | Шарлотта Перкінс Гілмен        | Романи, оповідання, вірші (англ. Novels, Stories and Poems) | 2022 | 978-1-59853-719-2 |
| 357 | Гері Снайдер                   | Зібрання віршів (англ. Collected Poems) | 2022 | 978-1-59853-721-5 |
| 358 | Фредерік Дуглас                | Промови та твори (англ. Speeches and Writings) | 2022 | 978-1-59853-722-2 |
| 359 | Брюс Кеттон                    | Трилогія про Потомацьку армію (англ. The Army of the Potomac Trilogy) | 2022 | 978-1-59853-725-3 |
| 360 | Рей Бредбері                   | Людина в малюнках, Жовтнева країна, інші оповідання (англ. The Illustrated Man, Other Stories) | 2022 | 978-1-59853-728-4 |
| 361 | Рудольфо Аная                  | Благослови мене, Ультима, Тортуга, Альбукерке (англ. Bless Me, Ultima, Tortuga, Alburquerque) | 2022 | 978-1-59853-729-1 |
| 362 | Оскар Іхуелос                  | Королі мамбо та інші романи (англ. The Mambo Kings and Other Novels) | 2022 | 978-1-59853-730-7 |
| 363 | Дон Делілло                    | Три романи 1980-х років (англ. Three Novels of the 1980s) | 2022 | 978-1-59853-733-8 |
| 364 | Норман Мейлер                  | Голі і мертві та вибрані листи 1945—1946 років (англ. The Naked and the Dead and Selected Letters 1945—1946) | 2023 | 978-1-59853-743-7 |
| 365 | Джон Апдайк                    | Романи 1996—2000 років (англ. Novels 1996–2000) | 2023 | 978-1-59853-744-4 |
| 366 | збірка                         | Чорношкірі письменники Засновницького періоду (англ. Black Writers of the Founding Era) | 2023 | 978–1–59853–734–5 |
| 367 | Бернард Маламуд                | Романи та оповідання 1970-х та 1980-х років (англ. Novels and Stories of the 1970s and 80s) | 2023 | 978-1-59853-745-1 |
| 368 | Урсула Ле Гуїн                 | Зібрання віршів (англ. Collected Poems) | 2023 | 978-1-59853-736-9 |
| 369 | Чарльз Портіс                  | Зібрання творів (англ. Collected Works) | 2023 | 978-1-59853-746-8 |
| 370 | збірка                         | Кримінальні романи: П'ять класичних трилерів 1961—1964 років (англ. Crime Novels: Five Classic Thrillers 1961–1964) | 2023 | 978–1–59853–737–6 |
| 371 | збірка                         | Кримінальні романи: Чотири класичних трилери 1964—1969 років (англ. Crime Novels: Four Classic Thrillers 1964–1969) | 2023 | 978–1–59853–738–3 |
| 372 | Адрієнн Кеннеді                | Зібрання п'єс та інших творів (англ. Collected Plays and Other Writings) | 2023 | 978–1–59853–751–2 |
| 373 | Джоанна Расс                   | Романи та оповідання (англ. Novels and Stories) | 2023 | 978–1–59853–753–6 |
| 374 | Дон Делілло                    | Мао Другий, Підземний світ (англ. Mao II, Underworld) | 2023 | 978–1–59853–755–0 |
| 375 | Вільям Фолкнер                 | Оповідання (англ. Stories) | 2023 | 978–1–59853–752–9 |

## Анонсовані видання
Видавництво «Бібліотеки Америки» двічі на рік наперед (приблизно за півроку до початку відповідного півріччя) анонсує видання, що мають вийти у першій та у другій половині кожного календарного року.
У першій половині 2024 анонсовані до виходу наступні видання:
| №   | Автор          | Заголовок                                                                                | Місяць виходу | ISBN              |
| --- | -------------- | ---------------------------------------------------------------------------------------- | ------------- | ----------------- |
| 376 | збірка         | Джим Кроу: Голоси століття боротьби (англ. Jim Crow: Voices from a Century of Struggle)  | лютий         | 978–1–59853–766–6 |
| 377 | Джиммі Бреслін | Основні твори (англ. Essential Writings)                                                 | лютий         | 978–1–59853–768–0 |
| 378 | Гелен Келлер   | Автобіографії та інші твори (англ. Autobiographies & Other Writings)                     | березень      | 978–1–59853–772–7 |
| 379 | Урсула Ле Гуїн | П'ять романів (англ. Five Novels)                                                        | квітень       | 978–1–59853–773–4 |
| 380 | Вокер Персі    | Кіноглядач та інші романи 1961—1971 років (англ. The Moviegoer & Other Novels 1961–1971) | травень       | 978–1–59853–775–8 |
| 381 | Венделл Беррі  | Порт Вільям: романи та оповідання (англ. Port William Novels & Stories)                  | липень        | 978–1–59853–776–5 |